# Lentinus bertieri
Lentinus bertieri är en svampart som först beskrevs av Elias Fries, och fick sitt nu gällande namn av Elias Fries 1825. Lentinus bertieri ingår i släktet Lentinus och familjen Polyporaceae.   Inga underarter finns listade i Catalogue of Life.